# Massénya
Massenya è un piccolo centro abitato del Ciad, capoluogo provincia di Chari-Baguirmi.
Si trova circa 120 km ad est del confine con il Camerun nella parte nordovest della Plaine de Massenya, una zona umida della regione del Sahel che dal 2008 è sotto la tutela della convenzione di Ramsar.

## Storia
Massenya fu fondata nel 1512 ed era la capitale del regno di Baguirmi.

## Infrastrutture e trasporti

### Aeroporti
La città è servita da un aeroporto.